# Leichtathletik-Weltmeisterschaften 2011/Teilnehmer (Bolivien)
| Gelbes Symbol für Goldmedaillen mit stilisierten Olympischen Ringen | Graues Symbol für Silbermedaillen mit stilisierten Olympischen Ringen | Braundes Symbol für Bronzemedaillen mit stilisierten Olympischen Ringen |
| ------------------------------------------------------------------- | --------------------------------------------------------------------- | ----------------------------------------------------------------------- |
| —                                                                   | —                                                                     | —                                                                       |

Der bolivianische Leichtathletik-Verband stellte bei den Leichtathletik-Weltmeisterschaften 2011 im koreanischen Daegu zwei Teilnehmer.

## Ergebnisse

### Männer

#### Laufdisziplinen
| Athlet       | Disziplin   | Vorlauf | Vorlauf | Halbfinale | Halbfinale | Finale       | Finale |
| Athlet       | Disziplin   | Zeit    | Platz   | Zeit       | Platz      | Zeit         | Platz  |
| ------------ | ----------- | ------- | ------- | ---------- | ---------- | ------------ | ------ |
| Ronal Quispe | 20 km Gehen |         |         |            |            | 1:32:09 h PB | 37     |

### Frauen

#### Laufdisziplinen
| Athletin           | Disziplin   | Vorlauf | Vorlauf | Halbfinale | Halbfinale | Finale | Finale |
| Athletin           | Disziplin   | Zeit    | Platz   | Zeit       | Platz      | Zeit   | Platz  |
| ------------------ | ----------- | ------- | ------- | ---------- | ---------- | ------ | ------ |
| Claudia Balderrama | 20 km Gehen |         |         |            |            | DSQ    | DSQ    |